# Бейбутов, Меджид Бехбудалы оглы
Меджид Бехбудалы оглы Бейбутов (азерб. Məcid Behbudalı oğlu Behbudov; 1873, Шуша — 1945, Казах) — азербайджанский народный певец-ханенде, представитель карабахской школы мугама. Отец Народного артиста СССР Рашида Бейбутова.

## Биография
Меджид Бейбутов родился в 1873 году в городе Шуша. Какое-то время Бейбутов распевал в мечети ноха (оплакивание) и минаджат (молитва), на особых меджлисах и свадьбах выступал как ханенде. Первое время выступал в Карабахе и Гяндже, затем жил и работал в Тифлисе. В 1910 году компания «Граммофон» пригласила Бейбутова для записи в Ригу, где в сопровождении Мешади Джамиля Амирова в его исполнении были записаны на пластинки несколько мугамов, теснифов и народных песен.
Меджид Бейбутов был известным исполнителем таких мугамов, как «Мирза Гусейн Сегяхы», «Шуштер», «Чаргях». Наряду с мугамами, он исполнял также песни на языках народов Кавказа, принимал активное участие в развитии азербайджанского оперного театра, выступал в ряде мугамных опер и оперетт, созданных в 1910-е годы. По этому поводу имеются сведения на афишах и страницах печати того времени. Так, Бейбутов запомнился как исполнитель ролей в операх и опереттах Узеира Гаджибекова, а также в опере Мешади Джамиля Амирова «Сейфаль-Мюльк». Бейбутов выезжал также на гастроли в Иран.
Большую часть жизни Меджид Бейбутов прожил в Грузии, где запомнился своими выступлениями в театрах и концертных залах Тифлиса. Последние годы жизни Бейбутов прожил в Казахском районе, где работал в доме культуры, воспитал ряд ханенде. Скончался Меджид Бейбутов 6 сентября 1945 года в Казахе.

## Семья
- Фируза Векилова — жена.

Дети
- Рашид Бейбутов — певец, Народный артист СССР.
- Энвер Бейбутов — режиссёр, Народный артист РСФСР.
- Наджиба Бейбутова — актриса, заслуженная артистка Азербайджана.